# Money in the Bank 2020
Money in the Bank 2020 è stata l'undicesima edizione dell'omonimo pay-per-view prodotto dalla WWE. L'evento si è svolto il 10 maggio 2020 al Performance Center di Orlando (Florida).
La location inizialmente scelta era la Royal Farms Arena di Baltimora (Maryland), ma a causa della pandemia di COVID-19 e delle misure necessarie per farvi fronte l'evento si è svolto con la sola presenza del personale autorizzato.
Per la prima volta i due Money in the Bank Ladder match si sono svolti al piano terreno del quartier generale della WWE a Stamford (Connecticut), con i wrestler (sia uomini che donne) che sono saliti sino al tetto dell'edificio dov'era posizionate le valigette. Altre modifiche minori riguardanti i Ladder match sono la presenza di soli sei partecipanti (anziché otto come le precedenti edizioni), tre dal roster di Raw e tre da quello di SmackDown, e la possibilità da parte del vincitore di incassare la valigetta unicamente sul campione o campionessa del roster di appartenenza. Inoltre, per la prima volta, entrambi i Money in the Bank Ladder match si sono svolti nello stesso momento, pre-registrati il 15 aprile 2020.

## Storyline
Nella puntata di Raw del 13 aprile 2020 si sono svolti i primi tre match di qualificazione al Money in the Bank Ladder match femminile: Asuka ha sconfitto Ruby Riott, Nia Jax ha sconfitto Kairi Sane e Shayna Baszler ha sconfitto Sarah Logan. Nella puntata di SmackDown del 17 aprile Dana Brooke ha sconfitto Naomi, mentre nella puntata di Smackdown del 24 aprile Lacey Evans ha sconfitto Sasha Banks. Nella puntata di SmackDown del 1º maggio Carmella si è qualificata sconfiggendo Mandy Rose. Per il Money in the Bank Ladder match maschile, invece, il primo qualificato è stato Daniel Bryan, il quale ha sconfitto Cesaro nella puntata di SmackDown del 17 aprile 2020. Nella puntata di Raw del 20 aprile si sono svolti altri tre incontri di qualificazione: Aleister Black ha sconfitto Austin Theory, Apollo Crews ha sconfitto MVP e Rey Mysterio ha sconfitto Murphy. Successivamente, nella puntata di SmackDown del 24 aprile, si sono qualificati Lacey Evans, che ha sconfitto Sasha Banks, e King Corbin, che ha sconfitto Drew Gulak. Nella puntata di Raw del 27 aprile Apollo Crews ha subito un infortunio al ginocchio nel suo match contro Andrade (kayfabe) ed è stato rimosso dal match, lasciando dunque un posto vacante. Nella puntata di SmackDown del 1º maggio Otis si è qualificato sconfiggendo Dolph Ziggler. Nella puntata di Raw del 4 maggio AJ Styles si è qualificato (prendendo il posto lasciato vacante da Apollo Crews) eliminando per ultimo Humberto Carrillo in un Gauntlet match.
A WrestleMania 36, durante la seconda serata, Bayley ha difeso con successo lo SmackDown Women's Championship in un Fatal 5-Way Elimination match contro Lacey Evans, Naomi, Sasha Banks e Tamina. Nella successiva puntata di SmackDown del 10 aprile Tamina ha sfidato Bayley, ma quest'ultima ha mandato avanti Sasha, e qualora questa avesse perso avrebbe concesso alla stessa Tamina un'opportunità allo SmackDown Women's Championship. Tuttavia, nella puntata di SmackDown del 17 aprile, Tamina ha sconfitto Sasha grazie all'intervento di Lacey Evans, conquistando dunque l'opportunità di sfidare Bayley per lo SmackDown Women's Championship a Money in the Bank.
Nella puntata di SmackDown del 10 aprile Braun Strowman, nuovo Universal Champion, ha tenuto un'intervista ma è stato interrotto inaspettatamente da Bray Wyatt e la sua Firefly Fun House; Strowman, per nulla intimorito, ha accettato di voler sfidare Wyatt. Nella successiva puntata di SmackDown, durante il Moment of Bliss, Strowman ha trovato un pacco regalo alle spalle delle Women's Tag Team Champions Alexa Bliss e Nikki Cross contenente la vecchia maschera da "Black Sheep" che aveva indossato ai tempi della Wyatt Family, mentre di sottofondo ha echeggiato la risata malvagia di Wyatt. Un match per l'Universal Championship tra Strowman e Wyatt è stato annunciato per Money in the Bank.
Nella puntata di Raw del 13 aprile il WWE Champion Drew McIntyre ha sconfitto lo United States Champion Andrade, ma alla fine dell'incontro è stato attaccato da Seth Rollins. La settimana dopo, McIntyre ha sfidato Rollins per il WWE Championship a Money in the Bank e lo sfidante ha accettato.
Nella puntata di SmackDown del 10 aprile i Forgotten Sons (Jaxson Ryker, Steve Cutler e Wesley Blake) hanno debuttato nello show, con Blake e Cutler che hanno sconfitto i Lucha House Party (Gran Metalik e Lince Dorado). Nella puntata di SmackDown del 24 aprile i Forgotten Sons hanno attaccato gli SmackDown Tag Team Champions Big E e Kofi Kingston del New Day durante un segmento sul ring assieme a Gran Metalik e Lince Dorado dei Lucha House Party e John Morrison e The Miz. Nella puntata di SmackDown del 1º maggio Blake e Cutler hanno sconfitto gli SmackDown Tag Team Champions Big E e Kofi Kingston del New Day in un match non titolato. Il 2 maggio, di conseguenza, è stato annunciato che a Money in the Bank il New Day dovrà difendere i titoli di coppia di SmackDown in un Fatal 4-Way Tag Team match contro i Forgotten Sons, John Morrison e The Miz e i Lucha House Party.
Il 9 maggio sono stati annunciati due incontri per Money in the Bank: per Raw, MVP affronterà R-Truth, mentre per SmackDown, nel Kick-off, Cesaro se la vedrà con Jeff Hardy.

### Qualificazioni al Women's Money in the Bank Ladder match
Le qualificazioni al Women's Money in the Bank Ladder match si sono svolte a partire dalla puntata di Raw del 13 aprile 2020.
| # | Incontri                                                  | Stipulazioni |
| - | --------------------------------------------------------- | ------------ |
| 1 | Asuka ha sconfitto Ruby Riott per sottomissione           | Single match |
| 2 | Nia Jax ha sconfitto Kairi Sane                           | Single match |
| 3 | Shayna Baszler ha sconfitto Sarah Logan per sottomissione | Single match |
| 4 | Dana Brooke ha sconfitto Naomi                            | Single match |
| 5 | Lacey Evans ha sconfitto Sasha Banks                      | Single match |
| 6 | Carmella ha sconfitto Mandy Rose                          | Single match |

### Qualificazioni al Money in the Bank Ladder match
Le qualificazioni al Money in the Bank Ladder match si sono svolte a partire dalla puntata di SmackDown del 17 aprile 2020.
| # | Incontri                                                   | Stipulazioni   |
| - | ---------------------------------------------------------- | -------------- |
| 1 | Aleister Black ha sconfitto Austin Theory                  | Single match   |
| 2 | Rey Mysterio ha sconfitto Murphy                           | Single match   |
| 3 | AJ Styles ha vinto eliminando per ultimo Humberto Carrillo | Gauntlet match |
| 4 | Daniel Bryan ha sconfitto Cesaro per sottomissione         | Single match   |
| 5 | King Corbin ha sconfitto Drew Gulak                        | Single match   |
| 6 | Otis ha sconfitto Dolph Ziggler                            | Single match   |

## Risultati
| #       | Incontri | Stipulazioni                                                             | Durata |
| ------- | --- | ------------------------------------------------------------------------ | ------ |
| Kickoff | Jeff Hardy ha sconfitto Cesaro                                                                                 | Single match                                                             | 13:30  |
| 1       | Il New Day (c) (con Xavier Woods) ha sconfitto i Forgotten Sons, John Morrison e The Miz e i Lucha House Party | Fatal four-way tag team match per il WWE SmackDown Tag Team Championship | 12:00  |
| 2       | Bobby Lashley ha sconfitto R-Truth                                                                             | Single match                                                             | 1:40   |
| 3       | Bayley (c) (con Sasha Banks) ha sconfitto Tamina                                                               | Single match per il WWE SmackDown Women's Championship                   | 10:30  |
| 4       | Braun Strowman (c) ha sconfitto Bray Wyatt                                                                     | Single match per il WWE Universal Championship                           | 10:55  |
| 5       | Drew McIntyre (c) ha sconfitto Seth Rollins                                                                    | Single match per il WWE Championship                                     | 19:20  |
| 6       | Asuka ha sconfitto Carmella, Dana Brooke, Lacey Evans, Nia Jax e Shayna Baszler                                | Women's Money in the Bank Ladder match                                   | 22:00  |
| 7       | Otis ha sconfitto AJ Styles, Aleister Black, Daniel Bryan, King Corbin e Rey Mysterio                          | Money in the Bank Ladder match                                           | 27:15  |